# گابریل دوس سانتوس
گابریل دوس سانتوس (انگلیسی: Gabriel dos santos؛ زادهٔ ۱۹ دسامبر ۱۹۹۷) بازیکن فوتبال اهل برزیل است که در پست دفاع‌مرکزی برای آرسنال در لیگ برتر انگلیس بازی می‌کند.
از باشگاه‌هایی که در آن بازی کرده‌است می‌توان به باشگاه لیل و آرسنال اشاره کرد.
وی همچنین در تیم‌های ملی فوتبال زیر ۲۰ سال و زیر ۲۳ سال برزیل بازی کرده‌است.